# Landesgartenschau Singen 2000
Die Landesgartenschau Singen 2000 war die 19. Landesgartenschau in Baden-Württemberg. Sie fand vom 19. April bis 8. Oktober 2000 in der Stadt Singen (Hohentwiel) im Landkreis Konstanz statt. Das Motto der Gartenschau lautete „Aus der Stadt – Über den Fluss – Auf den Berg“.

## Geschichte
Singen bewarb sich 1994 um die Durchführung der Landesgartenschau 2000, nachdem der Gemeinderat am 20. September 1994 mit einer großen Mehrheit dafür gestimmt hatte. Mitkonkurrent bei  der Bewerbung war Bad  Rappenau, wo der vorhandene Kurpark für die Schau umgebaut werden sollte. Am 12. Dezember 1994 erhielt Singen durch das Landeskabinett in Stuttgart den Zuschlag, worauf der städtische Gemeinderat am 13. Februar 1996 beschloss, die Landesgartenschau auf der Grundlage der Planung des ermittelten ersten Preisträgers des Planungswettbewerbs, Michael  Palm, durchzuführen.
Für die Gartenschau wurde die Parkplatzfläche zwischen Rathaus und Aach zum Zentrum der Gartenschau umgebaut. Im Norden und Westen reichte das Parkgelände bis zur B 34, im Osten bis an die Innenstadt, wo auch der historische Stadtgarten aus dem Jahre 1908 in die Ausstellung einbezogen wurde. Der Lauf der Aachaue wurde verlegt und als Grünzug durch das Gelände gestaltet. Dem Motto entsprechend wurden die Besucher vom Rand der Innenstadt über den historischen Stadtgarten und die Aach bis auf den Ambohl, eine Bergkuppe unterhalb des Hohentwiel, geführt.
Während der Vorbereitungsphase rechnete man mit etwa 450.000 Besuchern, tatsächlich wurden später 980.000 gezählt.
Parallel zur Landesgartenschau wurden mit dem Kunstprojekt Hier Da Und Dort. Kunst in Singen zahlreiche Kunstwerke im öffentlichen Raum realisiert. Es entstanden Arbeiten von Joseph Kosuth, Ilya Kabakov, Stephan Balkenhol, Roman Signer, Harald F. Müller, Catherine Beaugrand, Guido Nussbaum und Kirsten Mosher, wovon die meisten heute noch zu sehen sind.

## Organisation
Träger der Veranstaltung war die Stadt Singen bzw. die Landesgartenschau Singen 2000 Management GmbH. Der Durchführungshaushalt betrug ca. 10 Mio. Euro. Geschäftsführer waren Gesine von Eberstein und Manfred Wenninger.